# Hungen
Hungen est une municipalité allemande située dans l'arrondissement de Giessen et dans le land de la Hesse.

## Histoire
| Appartenances historiques Comté de Solms-Braunfels 1258–1742 Principauté de Solms-Braunfels 1742–1806 Grand-duché de Hesse 1806–1918 République de Weimar 1918–1933 Reich allemand 1933–1945 Allemagne occupée 1945–1949 Allemagne de l'Ouest 1949–1990 Allemagne 1990-présent |

## Personnalités liées à la ville
- Ulrique-Louise de Solms-Braunfels (1731-1792), landgravine de Hesse-Hombourg née à Hungen.
- Gustav Hofmann (1798-1866), homme politique né à Hungen.
- James Pitcairn-Knowles (1863-1954), artiste mort au château de Hungen.
- Amalie Seckbach (1870-1944), collectionneuse d'art, peintre et sculptrice
- Bianca Purath (1985-), cycliste née à Villingen.